# Edoardo Facchini
Edoardo Facchini (Sora, 2 gennaio 1886 – Roma, 21 ottobre 1962) è stato un vescovo cattolico italiano.

## Biografia
Fu ordinato vescovo di Alatri nel 1935.
Durante la seconda guerra mondiale si impegnò nell'assistenza, spirituale e materiale, alla popolazione della diocesi, opponendosi duramente ai soprusi dei nazisti. Inoltre tentò di fornire assistenza ai prigionieri del campo di concentramento fascista delle Fraschette per alleviarne le dure condizioni di detenzione.
Questa sua opera gli meritò l'assegnazione di una Medaglia di Bronzo al Valor Militare.
La morte lo colse a Roma, dove si trovava per partecipare ai lavori del Concilio Vaticano II.

## Genealogia episcopale
La genealogia episcopale è:
- Cardinale Scipione Rebiba
- Cardinale Giulio Antonio Santori
- Cardinale Girolamo Bernerio, O.P.
- Arcivescovo Galeazzo Sanvitale
- Cardinale Ludovico Ludovisi
- Cardinale Luigi Caetani
- Cardinale Ulderico Carpegna
- Cardinale Paluzzo Paluzzi Altieri degli Albertoni
- Papa Benedetto XIII
- Papa Benedetto XIV
- Papa Clemente XIII
- Cardinale Marcantonio Colonna
- Cardinale Giacinto Sigismondo Gerdil, B.
- Cardinale Giulio Maria della Somaglia
- Cardinale Carlo Odescalchi, S.I.
- Cardinale Fabio Maria Asquini
- Cardinale Giuseppe Luigi Trevisanato
- Cardinale Domenico Agostini
- Cardinale Giuseppe Callegari
- Arcivescovo Pietro Zamburlini
- Arcivescovo Luigi Pellizzo
- Vescovo Carlo Liviero
- Arcivescovo Agostino Mancinelli
- Vescovo Edoardo Facchini